# Villar Focchiardo
Villar Focchiardo (piemonti nyelven ël Vilé) egy község Olaszországban, Torino megyében.

## Elhelyezkedése

Villar Focchiardo község Torino megye térképén

Villar Focchiardo a Susa-völgyben található, és a Susa- és Sangone-völgyi Hegyi Közösség részét képezi. A Villar Focchiardoval határos települések: Borgone Susa, Coazze, San Didero, San Giorio di Susa és Sant'Antonino di Susa.

## Fordítás
- Ez a szócikk részben vagy egészben  a   Villar Focchiardo című olasz Wikipédia-szócikk fordításán alapul.  Az eredeti cikk szerkesztőit annak laptörténete sorolja fel. Ez a jelzés csupán a megfogalmazás eredetét és a szerzői jogokat jelzi, nem szolgál a cikkben szereplő információk forrásmegjelöléseként.